# Gearbox Software
Gearbox Software é uma empresa americana de desenvolvimento de jogos eletrônicos com sede em Frisco, Texas. Foi estabelecida como uma empresa de responsabilidade limitada em fevereiro de 1999 por cinco desenvolvedores ex-Rebel Boat Rocker. Randy Pitchford, um dos fundadores, atua como presidente e diretor executivo. A Gearbox inicialmente criou expansões para o jogo Half-Life da Valve, depois portou esse jogo e outros para plataformas de console.
Em 2005, a Gearbox lançou seu primeiro conjunto independente de jogos, Brothers in Arms, para PC, consoles e dispositivos móveis. Tornou-se sua principal franquia e gerou uma série de quadrinhos, documentários de televisão, livros e bonecos de ação. Sua segunda série de jogos originais, Borderlands, começou em 2009 e, em 2015, vendeu mais de 26 milhões de cópias. A empresa também possui a propriedade intelectual de Duke Nukem e Homeworld.
A Gearbox expandiu-se para publicação com a criação da Gearbox Publishing em 2015. Uma empresa controladora, The Gearbox Entertainment Company, foi estabelecida para a Gearbox Software e Gearbox Publishing em 2019. A Gearbox Entertainment foi adquirida pela Embracer Group em abril de 2021, tornando-se sua sétima grande gravadora. Uma terceira divisão, Gearbox Studios, com foco em produções de televisão e cinema, foi criada em outubro de 2021.
Em 28 de março de 2024, Take-Two Interactive anunciou sua intenção de adquirir a Gearbox Software do Embracer Group por US$ 460 milhões. A aquisição está prevista para ser concluída até o ano fiscal de 25 da Take-Two, que termina em 30 de junho de 2024.

## História
A Gearbox foi fundada por cinco membros da extinta empresa de desenvolvimento de jogos e softwares Rebel Boat Rocker, são eles: Randy Pitchford, Brian Martel, Stephen Bahl, Landon Montgomery, e Rob Heironimus. Antes da Rebel Boat Rocker, Pitchford e Martel trabalharam juntos na 3D Realms, e Montgomery tinha trabalhado na Bethesda Softworks.
A Gearbox começou desenvolvendo expansões para o game Half-Life. Depois, portando Half-Life para os consoles, dando para a empresa uma grande experiência na área de desenvolvimento de jogos. Mais tarde, fizeram o Counter-Strike, game muito famoso, que é feito em cima da engine de Half-Life. A Valve começou a dar prioridade para Half-Life 2, então a Gearbox desenvolveu, ou ajudou no desenvolvimento e no port de alguns games como: Opposing Force, Blue Shift, Counter-Strike, Condition Zero, Half-Life para o PlayStation 2, e Half-Life para o Sega Dreamcast. A Gearbox ficou famosa por 'portar' jogos do console para o PC. Mais tarde, ela 'portou' mais alguns jogos como: Tony Hawk's Pro Skater 3, e Halo: Combat Evolved, abrindo assim, relações com a Activision e com a Microsoft. Depois, portou games da franquia James Bond para o PC, como o Nightfire, para a Eletronic Arts. Tudo isso nos primeiros cinco anos da empresa.
Em 2007, anunciou a compra de novos projetos baseados em filmes, incluindo o filme policial Fogo contra Fogo e o clássico de ficção científica Alien - O 8º Passageiro.. Em setembro, anunciaram uma nova franquia: o jogo de ficção científica Borderlands . Ainda anunciaram uma nova versão do jogo Samba de Amigo para o Wii.
Em 2008 anunciaram que estavam trabalhando em um grande projeto sem nome. Surgiram rumores de que seria um Halo 4, mas logo foi desmentido.

## Séries de jogos

### Half-Life
A Gearbox desenvolveu seis games da série Half-Life:Half-Life: Opposing Force e Half-Life: Blue Shift (expansões); ports de Half-Life para Dreamcast (que inclui Half-Life: Blue Shift) e Half-Life para PlayStation 2 (que inclui Half-Life: Decay).; Ainda lançaram Counter-Strike e Counter-Strike: Condition Zero.

### Brothers in Arms
Durante quatro anos, a Gearbox trabalhou em um game de tiro tático em primeira pessoa com temas históricos e ambientado na Segunda Guerra Mundial: Brothers in Arms: Road to Hill 30, lançado para PC e Xbox, utilizando a Unreal Engine 2. Esse jogo foi lançado em março de 2005. A sequência, Brothers in Arms: Earned in Blood, veio sete meses depois. A série foi publicada pela Ubisoft. A subsidiária Ubisoft Shangai desenvolveu e lançou as versões dos jogos para as limitações gráficas do Playstation 2.
Em 2005, a Gearbox adquiriu a licença da Unreal Engine 3, para substituir a Unreal Engine 2, e lançou a continuação da história dos dois primeiros jogos para a sétima geração, intitulado Brothers in Arms: Hell's Highway, lançado em 2008 para PC, PlayStation 3 e Xbox 360.

## Tecnologia
A Gearbox usa muitas engines, como: GoldSrc, RenderWare, Bungie's Halo, Unreal 2 e Unreal 3. E desenvolve games para muitas plataformas, como: Dreamcast, PlayStation 2, Xbox, PlayStation Portable, Nintendo DS, Wii e Microsoft Windows.

## Lista de jogos desenvolvidos
- Half-Life (DC, abandonado).
- 2000: Counter-Strike, versão corrigida; co-desenvolvida com a Valve Valve Software (PC)
- 2001: Half-Life: Blue Shift; expansão para Half-Life incluindo o Half-Life High Definition Pack. (PC)
- 2001: Half-Life (PS2).
- 2002: Tony Hawk's Pro Skater 3 (PC).
- 2002: James Bond 007: Nightfire (PC).
- 2003: Halo: Combat Evolved; co-desenvolvido com Bungie Studios (PC, Mac).
- 2004: Counter-Strike: Condition Zero; co-desenvolvido comRitual Entertainment e Valve Software (PC).
- 2004: Halo: Custom Edition; expansão para Halo: Combat Evolved (PC).
- 2005: Brothers in Arms: Road to Hill 30 (PC, Xbox, PS2).
- 2005: Brothers in Arms: Earned in Blood (PC, Xbox, PS2).
- 2006: Brothers in Arms D-Day (PSP).
- 2007: Brothers in Arms: Hell's Highway (PC, Xbox 360, PS3).
- 2008: Brothers in Arms: Double Time (Wii).
- 2008: Borderlands
- 2012: Borderlands 2
- 2013: Aliens: Colonial Marines
- 2014: Borderlands: The Pre-Sequel
- 2015: Borderlands: The Handsome Collection
- 2015: Homeworld Remastered Collection
- 2016: Battleborn
- 2016: Duke Nukem 3D: 20th Anniversary World Tour
- 2019: Penn & Teller VR: F U, U, U, & U

- 2019: Borderlands 3
- 2022: Tiny Tina's Wonderlands
- 2022: New Tales from the Borderlands
- 2023: Risk of Rain 2: Seekers of the Storm
- 2025: Borderlands 4

## Ligações Externas
- Sítio oficial